# 1001 fortællinger om Danmark
1001 fortællinger om Danmark er et websted (website) om dansk kulturarv, udarbejdet af Kulturarvsstyrelsen som et led i et "oplevelsesprojekt". Webstedet blev lanceret den 5. maj 2010.
"Indgangen" er geografisk, dvs. knyttet til byer og steder på Danmarkskortet. Webstedet er såkaldt "brugerinddragende", idet alle kan bidrage med tekst og fotos.
Hovedindholdet er "fortællinger", og det angives, at de fortællinger, som forlods indgår i webstedet ved lanceringen, er skrevet af ca. 180 eksperter og bearbejdet af journalister.
Projektet bag webstedet kører i årene 2008-2011, og er støttet af Arbejdsmarkedets Feriefond med 7,3 millioner kr.
Hensigten er at "formidle kulturarv og kulturmiljøer med udgangspunkt i de mest betydningsfulde og unikke steder, der findes spredt rundt i Danmark". Den vigtigste målgruppe er danske og udenlandske turister, og webstedet findes i en dansk og engelsk version.
Som lignende webportaler/projekter til formidling af kulturarv og til fremme af turisme og friluftsliv kan nævnes:
- Udinaturen.dk = Ud i naturen.dk, et websted som lanceres i maj 2010. Også med støtte fra Arbejdsmarkedets Feriefond.
- Margueritruten, som opdateres og relanceres i 2010.